# Isla Nelsons
La isla Legour o la isla Nelsons o bien la isla Nelson (en inglés: Nelsons Island) es la más septentrional y la isla más oriental del Banco de Gran Chagos, que es la estructura de atolón de coral más grande del mundo, situada en el archipiélago de Chagos en el océano Índico. El vecino más cercano es la isla Boddam en las islas Salomón. La isla Nelson ocupa la única estructura del arrecife emergente en la franja norte del banco de Gran Chagos. 
Esta solitaria isla fue descubierta por un explorador francés Alexis Legour, en 1820. Parece que siempre estuvo deshabitada, incluso entre los siglos XVII y XX, cuando existían plantaciones de cocoteros en las otras islas de Chagos. La isla de arena arbustiva baja se extiende en dirección este-oeste. Su longitud es de 1,5 km (1 milla) y es solo 0,2 km (0 millas) de ancho en su zona más amplia.